# Skaraborgs län

Wappen von Skaraborgs Län (von 1942 bis zur Auflösung)

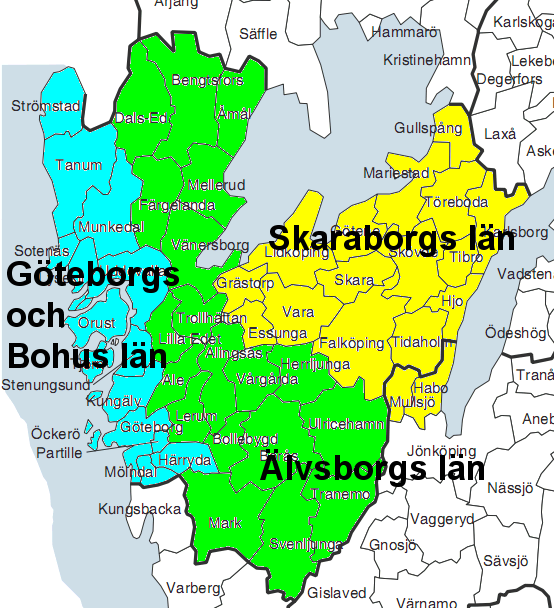
Karte

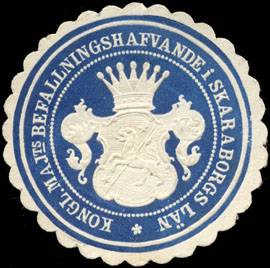
Siegelmarke Kongl. Majts Befallningshafvande i Skaraborgs Län

Skaraborgs län war von 1634 bis 1998 eine schwedische Provinz (Län), gelegen in der historischen Provinz Västergötland, zwischen den Seen Vänern und Vättern. Länbuchstabe war „R“. Mittelpunkt der ehemaligen Provinz ist die damalige Residenzstadt Mariestad sowie die Stadt Skara. Weitere wichtige Städte sind Lidköping, Falköping und Skövde im Zentrum der Region und Hjo und Karlsborg am Vättern.
Heute gehört das Gebiet zum größten Teil zur Verwaltungsprovinz Västra Götalands län, mit Ausnahme des südöstlichen Teiles, der zur Verwaltungsprovinz Jönköpings län gehört. Das Gebiet zwischen den beiden Seen war im Mittelalter das Zentrum von Västergötland, wovon auch heute noch viele Kulturdenkmäler zeugen.
Skaraborg ist einerseits ein ausgeprägtes Agrargebiet – der Anteil der Beschäftigten in der Landwirtschaft ist etwa dreimal so hoch wie im nationalen Durchschnitt –, aber auch ein starkes Industriegebiet – auch im industriellen Bereich übersteigt der Beschäftigtenanteil den nationalen Durchschnitt deutlich. Dagegen ist der Dienstleistungsbereich, vor allem in der Privatwirtschaft, nur schwach ausgeprägt. Dienstleistungszentrum ist Skövde mit einem Provinzkrankenhaus (mit ungefähr 2.500 Angestellten), einer Hochschule (mit etwas über 7.000 Studenten) und anderen Einrichtungen.